# Aldeanueva de Barbarroya
Aldeanueva de Barbarroya es un municipio y localidad española de la provincia de Toledo, en la comunidad autónoma de Castilla-La Mancha. El término municipal tiene una población de 461 habitantes (INE 2024).

## Toponimia
El término "Barbarroya" podría derivar de la raíz celta "barb", altura, y del latín "rubea", por lo que vendría a significar colina roja.

## Geografía
Integrado en la comarca de La Jara, se sitúa a 108 km de la capital provincial. El término municipal está atravesado por la carretera nacional N-502, entre los pK 155-156 y 158-160, por la carretera autonómica CM-4104, que conecta con Belvís de la Jara y Azután, y por una carretera local que se dirige hacia La Estrella. 
El relieve del municipio está definido por la vega del río Tajo por el norte, el cual hace de límite septentrional, y las primeras sierras de los Montes de Toledo por el sur. La altitud oscila entre los 959 m en el extremo suroriental y los 350 m al norte, a orillas del río Tajo, junto a la desembocadura de su afluente el río Uso, cerca de la presa del embalse de Azután. El pueblo se alza a 511 m sobre el nivel del mar.
| Noroeste: Navalmoralejo | Norte: Alcolea de Tajo y Calera y Chozas | Noreste: Belvís de la Jara |
| Oeste: La Estrella      |                                          | Este: Belvís de la Jara    |
| Suroeste: La Estrella   | Sur: La Nava de Ricomalillo              | Sureste: Belvís de la Jara |

## Historia
La población comenzó siendo un caserío denominado Santiago de Zarzuela, por su cercanía al arroyo de Zarzuela, alrededor de una antigua iglesia del mismo nombre. Por problemas de salubridad con el arroyo, hacia 1470 se trasladó a su lugar actual, cambiando su nombre al de Aldeanueva de Zarzuela, y más tarde al de Aldea de Valdearroyo o Balbarroyo.
A mediados del siglo XIX, el lugar tenía contabilizada una población de 790 habitantes. Aparece descrito en el primer volumen del Diccionario geográfico-estadístico-histórico de España y sus posesiones de Ultramar de Pascual Madoz de la siguiente manera:

ALDEANUEVA DE VALVARROYA: l. con ayunt. de la prov. y dióc. de Toledo (17), part. jud. de Puente del Arzobispo (2), aud. terr. y c. g. de Madrid (29), adm. de rent. de Talavera de la Reina (5): sit. en el costado occidental de una cord. sobre terreno sumamente áspero y descendiendo á su falda; se observa alguna variedad en las enfermedades que se esperimentan, siendo muy sana la parte superior, y propensa á dolores reumáticos ó intermitentes la mas baja. Tiene 223 casas, algunas de buena construccion, y el mayor número de mala fáb. y pocas comodidades: todas forman varias calles y plazuelas, siendo mejores las de la parte alta del pueblo. Hay casa consistorial con pósito y cárcel, escuela de instruccion primaria para niños de ambos sexos, é igl. parr, con el título de Santiago Apóstol, que tiene al inmediato pueblo de Corral-Rubio (V.), como anejo: confina el térm. por N. con el r. Tajo á 1/4 leg.: E. con el de Belvis á 1/2 leg.; S. con el de la Nava de Ricomalillo á 1 1/2, y O. con el r. Uso á 1 leg.: comprendiendo la referida ald. de Corral-Rubio, que dist. 1/4 leg. al NE. (V), y una hermosa deh. de encinas 1/8 leg al O.: hay dos ermitas á 1/2 leg. del pueblo, la una al NE. con el título de Ntra. Sra. de Valvarroya, y la otra al S. con la advocacion de Ntra. Sra. del Espino: le bañan los r. Tajo y Uso que dividen su jurisd., segun se ha dicho, y brotan asimismo algunas fuentes. El terreno es arenoso: los caminos locales y en mal estado: se recoge la correspondencia por balijero, en la adm. de Talayera, los lúnes y juéves: sale en los mismos días: prod.: trigo, cebada, centeno, y algunos garbanzos: se cria ganado vacuno, y alguna caza menor: pobl., riqueza y contr.: incluyéndose el pueblecito de Corral-Rubio, 182 vec., 790 alm.: cap. prod.: 1.200,435 rs.: imp.: 31,611: contr.: segun el cálculo general de la prov., 74 p. 0/0: presupuesto municipal: 8,000 rs.: en el que entran 3,000 como dotacion del secretario, y se cubre con el prod. de propios.
(Madoz, 1845, pp. 507-508)

Los documentos administrativos más antiguos que se conservan datan del año 1856.

## Demografía
Cuenta con una población de 461 habitantes (INE 2024).
| Gráfica de evolución demográfica de Aldeanueva de Barbarroya entre 1842 y 2021                                        |
| |
| Población de derecho según los censos de población del INE. Población de hecho según los censos de población del INE. |

## Economía
Actualmente la localidad vive principalmente de la agricultura y la ganadería.

## Administración
| Periodo   | Nombre                     | Partido   |
| --------- | -------------------------- | --------- |
| 1979-1983 | José Montemayor Rivas      | UCD       |
| 1983-1987 | José Bodas García          | AP/PDP/UL |
| 1987-1991 | José Bodas García          | PP        |
| 1991-1995 | José Bodas García          | PP        |
| 1995-1999 | José Bodas García          | PP        |
| 1999-2003 | José Bodas García          | PP        |
| 2003-2007 | José Bodas García          | PP        |

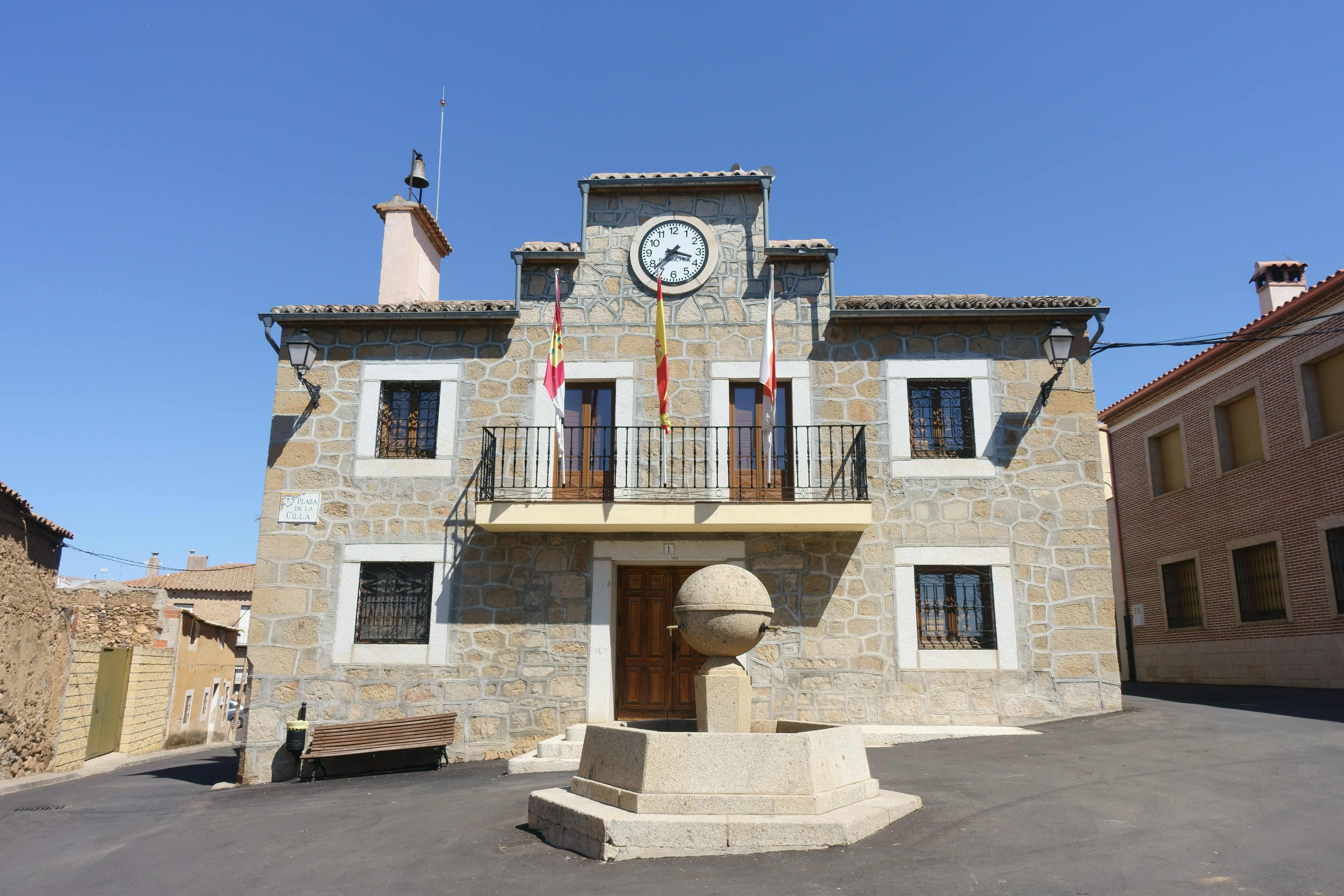
Casa consistorial

| 2007-2011 | José Manuel Fernández Pino | PP        |
| 2011-2015 | José Manuel Fernández Pino | PP        |
| 2015-2019 | José Manuel Fernández Pino | PP        |
| 2019-2023 | José Manuel Fernández Pino | PP        |
| 2023-act. | José Manuel Fernández Pino | PP        |

## Patrimonio

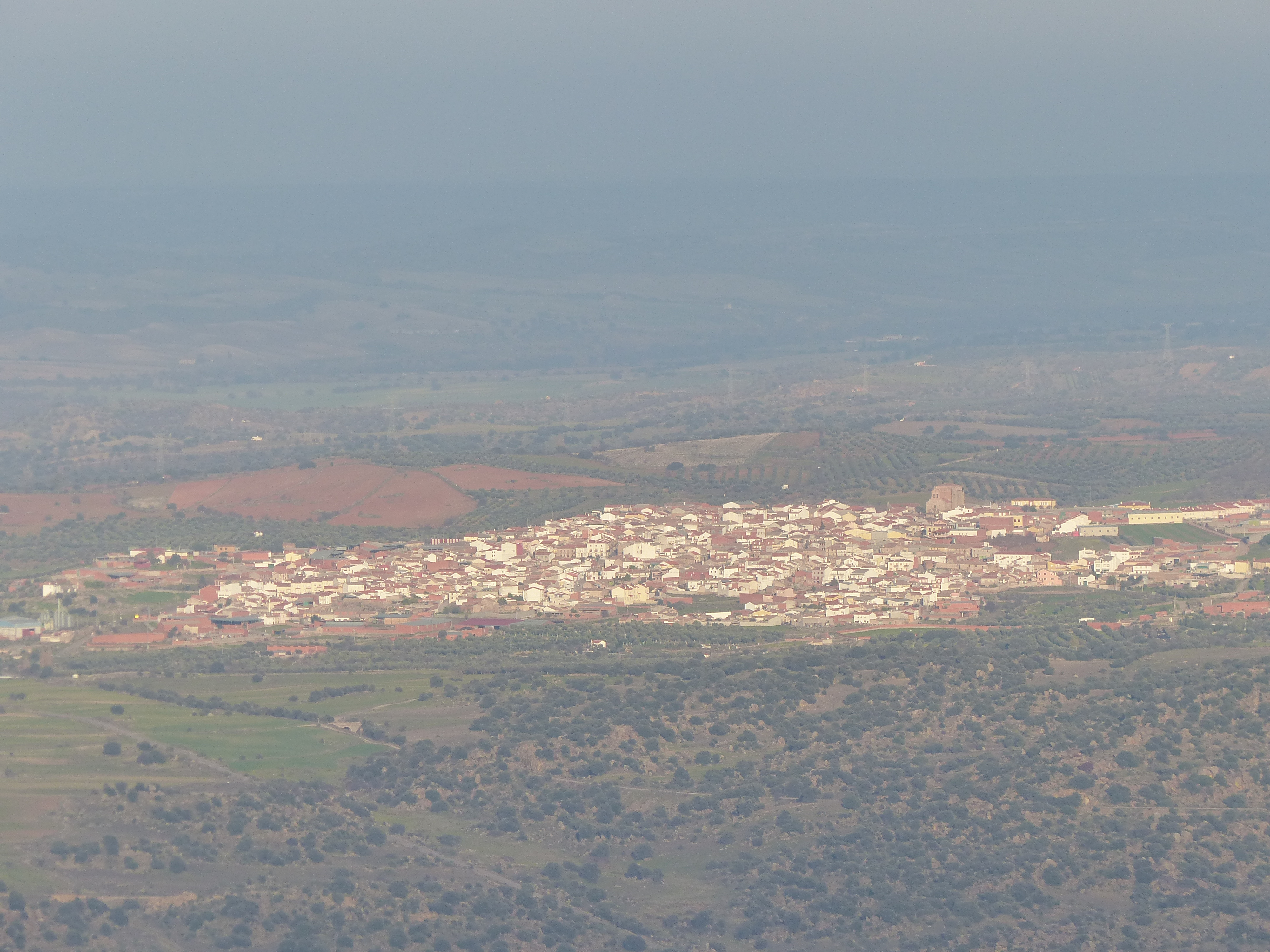
Aldeanueva de Barbarroya vista desde la cima de la Sierra Ancha

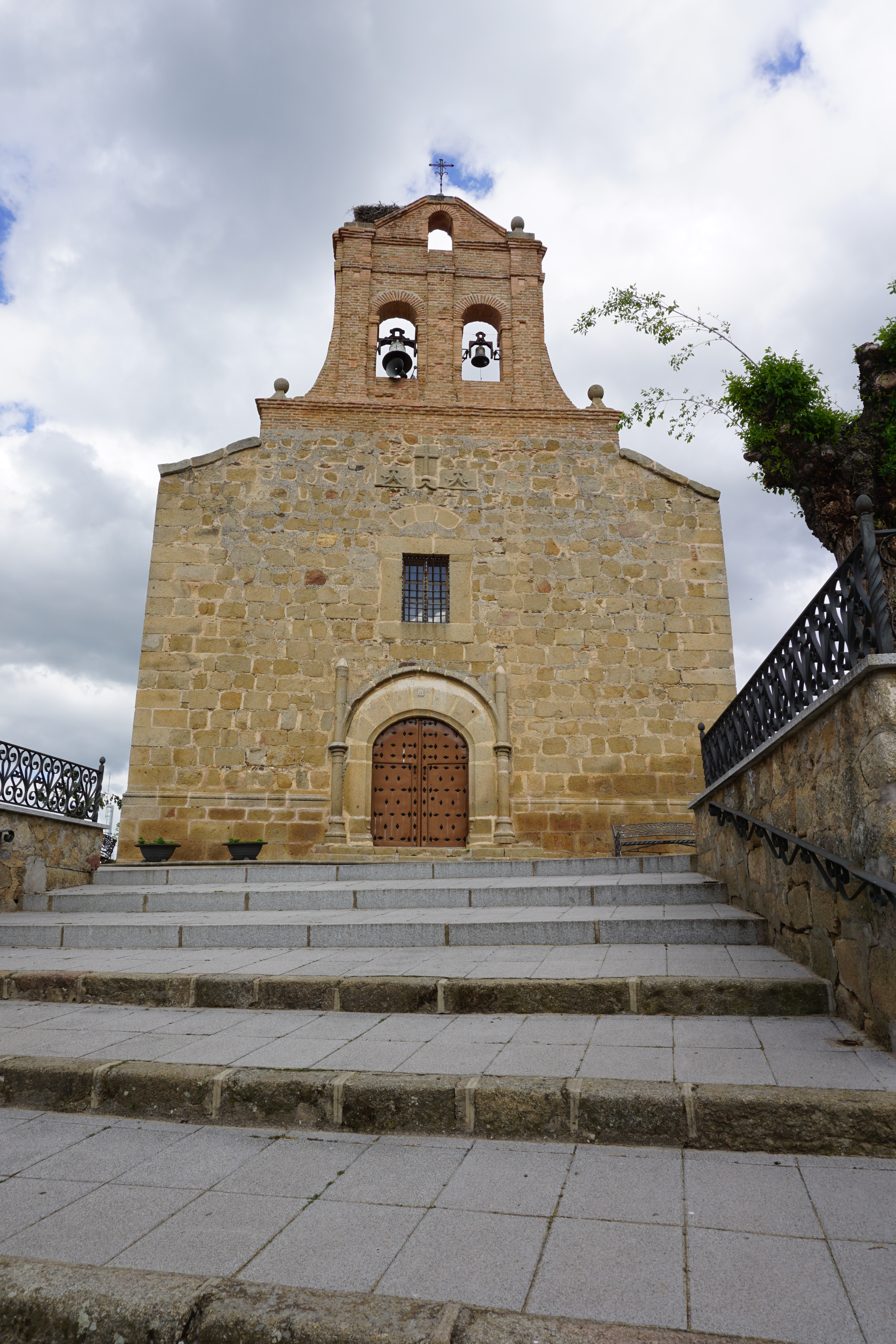
Iglesia de Aldeanueva de Barbarroya

- Iglesia Parroquial de Santiago Apóstol

Se distinguen dos fases de construcción. La primera, que revela un proyecto monumental, comenzó bajo la dirección del maestro Trujillo, y está datada en el año 1514, siendo de estilo gótico plateresco con ábside de tres paramentos y contrafuertes rematados en bolas renacentistas. El ábside se cubre mediante bóveda de crucería con medallones en las claves.
La parte más occidental, en la que se abren las dos puertas, es de construcción más modesta y está cubierta por sencillo artesonado de madera de par y nudillo. En la fachada oeste se abre la puerta principal y se remata con una espadaña de dos ojos para albergar a las campanas.
- Ermita de Nuestra Señora la Virgen del Espino.

Ermita de una sola nave cuyo artesonado es de par y nudillo. Como característica principal destaca la existencia de un amplio peristilo en sus tres lados formado por pilares y columnas que nos informan sobre su importancia romera. En su interior se encuentra la imagen de la Virgen del Espino. Destaca en su interior la existencia de una lápida funeraria perteneciente a un caballero protector que luchó en los tercios de Flandes datada en el año 1252.
- Lavadero de la Fuente Blanca

El lavadero público de la Fuente Blanca es un claro exponente de la arquitectura popular tradicional, siendo uno de los mayores complejos de lavaderos existentes en el occidente toledano y el más significativo de la Comarca de la Jara. Se localiza a unos 500 m al suroeste del núcleo urbano de Aldeanueva de Barbarroya, donde confluye el Camino de las Posadas con el Camino del Cancho, en el entorno denominado como: "La Fuente Blanca" o "El Cercón".declarado Bien de Interés Cultural con categoría de Sitio Histórico. (DOCM 09/12/2010).
- Vía Verde de la Jara

Es un antiguo trazado ferroviario en desuso acondicionado para la práctica del cicloturismo y el senderismo. Discurre por el valle del río Tajo atravesando el embalse del Azután y parajes de gran valor ambiental como la dehesa de El Arco, los valles de Huso y San Martín y la sierra de Altamira. Junto al bosque mediterráneo del primer tramo, los jarales, el paisaje de pizarra y las formaciones de bolos graníticos marcan la segunda parte del recorrido. Los 17 túneles y los 5 viaductos de la zona, junto con la soledad de los parajes vírgenes por los que transita son otros de los atractivos de esta ruta.
- Calzada romana

Coincide en parte con el antiguo camino de Azután y también en la zona conocida como los Riberos, se localizan diversos restos de una antigua calzada romana. Los bloques de granito, dispuestos en una sola capa y no en cuatro, como corresponde a una vía secundaria y no principal, están encuadrados por piedras.

## Fiestas
- 24 de enero: Nuestra Señora de la Paz.
- Último domingo de agosto: fiestas patronales en honor a la Virgen del Espino.